# J. Hector St. John de Crèvecœur
J. Hector St. John de Crèvecœur, pseudonimo di Michel Guillaume Jean de Crèvecœur (Caen, 31 gennaio 1735 – Sarcelles, 12 novembre 1813), è stato uno scrittore francese naturalizzato statunitense.
Nel 1782, a Londra, pubblicò un volume di saggi narrativi intitolato Lettres d'un cultivateur américain, che divenne rapidamente il primo successo letterario di un autore americano in Europa e lo rese una figura famosa su entrambe le sponde dell'Atlantico.

## Biografia
Nato a Caen, in Normandia, è stato educato dai gesuiti del Collegio reale dei Borbone. Verso il 1752 si trasferisce con la famiglia a Salisbury, in Inghilterra, dove apprende l'inglese e da dove si imbarca per la Nuova Francia. In Nord America diventa cartografo durante la Guerra dei sette anni, tra il 1755 e il 1759, al servizio dell'armata di Montcalm, diventando tenente del reggimento "de la Sarre". Viaggiò molto, prendendo appunti e lavorando come geometra, prima di diventare agricoltore nella Contea di Ulster e successivamente nella Contea di Orange a New York, dove prese la nazionalità e adottò lo pseudonimo J. Hector St John, prima di stabilirsi in una piantagione chiamata Greycourt.
Il 20 settembre 1769 sposa Mehitable Tippett, figlia di un mercante americano, da cui avrà tre figli. Conducendo una vita prospera nella sua fattoria, iniziò a scrivere sulla vita nelle colonie americane e sull'emergere di una società americana. Fece viaggi ed escursioni presso i Mohawks, la Giamaica, le Bermuda, Nantucket, il Susquehannah e il Delaware e naufragò sul San Lorenzo. Nel 1766 fu accettato come membro della tribù degli Oneida.
Oltre alla sua piantagione nella Contea di Orange, ne possedeva una seconda a una certa distanza, nella Contea di Sussex, nel New Jersey, quando, nel 1780, la Rivoluzione americana interruppe la sua vita fin lì idilliaca. Essendosi schierato con i suoi compatrioti, la sua casa nel Sussex fu vittima dell'incendio appiccato dagli amerindi al soldo dell'Inghilterra, e lui stesso scampò alla morte solo grazie all'avvertimento segreto inviatogli, due ore prima dell'arrivo degli incendiari, da un realista a cui aveva salvato la vita l'anno precedente. Il 19 aprile 1779 decise di tornare in Francia con il figlio maggiore Ally di otto anni, lasciando la moglie e gli altri due figli a Pine Hill.
Autorizzato dal generale Washington ad attraversare le linee americane e dal generale Clinton a recarsi a New York con uno dei suoi figli, l'apparizione inaspettata di uno squadrone francese lo fece sospettare di spionaggio, cosa che gli portò tre mesi di prigionia. Rilasciato grazie all'intervento di due mercanti che garantirono per lui, trascorse un anno intero a New York in condizioni estremamente difficili, ammalandosi gravemente. Il 1º settembre 1780, si imbarcò per Dublino, dove arrivò nell'ottobre 1780, e proseguì per Londra nel maggio 1781, dove pubblicò Letters from an American Farmer per 30 ghinee nel 1782. Pubblicate anche a Filadelfia, Dublino, Belfast, Maastricht e Lipsia, queste lettere portarono immediata fama al loro autore. In esse, criticò il sistema schiavista, rivelando come venivano trattati gli schiavi. L'opera è dedicata all'abate Raynal, in omaggio alla sua Histoire des deux Indes, che "vedeva queste province del Nord America nella loro vera luce, come il porto della libertà, la culla delle future nazioni e il rifugio degli europei in difficoltà". Crèvecœur, in politica, era un liberale e discepolo dei philosophes illuministi.
Si imbarcò per Ostenda pochi giorni dopo la vendita del suo manoscritto e finalmente ritornò sotto il tetto paterno il 2 agosto 1781, dopo un'assenza di ventisette anni. Partecipò all'espansione della coltivazione della patata in Normandia con la pubblicazione a Caen, il 1º gennaio 1782, sotto la firma di "Normanno-Americanus", di un breve trattato su questa coltura contenente le più minuziose istruzioni pratiche, frutto dell'esperienza dell'autore in America e anche delle sue recenti osservazioni in Irlanda e in Inghilterra, con l'incoraggiamento di Turgot. In questo periodo, Turgot e il Duca d'Harcourt lo fecero ammettere alla Società Agricola di Caen. Turgot aveva talmente apprezzato il suo protetto che, alla fine del 1781, lo portò a Parigi e lo ospitò nel suo palazzo privato sull'Île Saint-Louis, dove conobbe Buffon e Sophie d'Houdetot, la quale lo introdusse nelle famiglie La Rochefoucauld, Liancourt, d'Estissac, Breteuil e negli accademici d'Alembert, Delille e La Harpe.
Quando venne conclusa la pace tra l'Inghilterra e gli Stati Uniti, fu nominato console per New York il 22 giugno 1783. Il 20 agosto 1783 l'Accademia delle scienze gli conferì il titolo di corrispondente. Tornando in America a bordo del Courrier de l'Europe, arrivò a New York il 19 novembre 1783, dopo una straziante traversata di cinquantaquattro giorni, pochi giorni prima della partenza degli inglesi, per apprendere che la sua fattoria nella Contea di Orange era stata devastata, la sua casa bruciata e sua moglie uccisa poche settimane prima dagli Amerindi, e che due dei suoi figli erano scomparsi. Li trovò a casa di un mercante di nome Gustavus Fellowes, che si era preso cura di loro in segno di riconoscenza per l'attenzione prestata a quattro dei suoi vicini marinai bostoniani nel 1781. Tenendo con sé la figlia Fanny, all'epoca tredicenne, inviò il giovane figlio Louis in Francia per raggiungere Ally, che si trovava ancora a Caen.
Servì come console a New York, nel Connecticut e poi nel New Jersey; la sua nomina fu ben considerata dal governo americano e gli valse una particolare stima da parte di George Washington. Oltre al primo presidente degli Stati Uniti, frequentò Benjamin Franklin, Thomas Jefferson, William Short, Robert Livingston, James Madison e molti altri membri dell'élite della nuova nazione. Istituì inoltre un servizio di piroscafi tra Lorient e New York.
Nel 1784 pubblicò un'edizione francese molto ampliata e più letteraria delle sue Lettere di un agricoltore americano. Nel giugno 1785 tornò in Francia per cercare di migliorare le relazioni commerciali tra la Francia e i nascenti Stati Uniti. Nel 1787 pubblicò una nuova edizione in tre volumi delle sue Lettere. Nel 1789 tornò negli Stati Uniti, sempre come console, e pubblicò una versione in tre volumi delle Lettere in francese. Fu eletto membro della Società Filosofica Americana e, con il nome di "Agricola", pubblicò lettere in vari giornali americani su argomenti come la coltivazione delle patate, il mangime per le pecore e l'olio di girasole. Introdusse in America la coltivazione dell'erba medica, della lupinella e del vino, e sostenne le ragioni dei parafulmini e della patata in Europa.
Nel 1786 si unì alla Società Agricola di Parigi. Nel 1787 fondò la Società Gallo-Americana. Nel 1788, particolarmente interessato alla condizione degli schiavi, si unì alla Société des Amis des Noirs di Parigi. Nel 1790 lasciò definitivamente l'America e tornò in Francia: appena sbarcato, richiamò i suoi due figli, che stavano terminando la loro educazione nel collegio di Lemoyne, e si trasferì nella casa paterna a Pierrepont, in Normandia, dove visse in isolamento, lontano dagli eventi rivoluzionari. Nel febbraio 1792, il Ministro della Marina, Bertrand de Molleville, gli ordinò di tornare al suo incarico di console, ma qualche giorno dopo chiese di essere ritirato per motivi di salute. Rimase quindi nell'oscurità, non senza stringere legami con il violinista Viotti e l'abate Raynal. Si trasferì poi a Lesches, nel castello che aveva acquistato nel 1796 con il genero Louis-Guillaume Otto, comte de Mosloy.
Mantenne tuttavia contatti con gli Stati Uniti attraverso un figlio agricoltore che si era stabilito nel New Jersey. All'inizio del 1800, senza nulla che lo trattenesse in Normandia, essendo suo padre morto a Pierrepont all'età di novantadue anni, Crèvecœur andò a vivere nella piccola tenuta di Lesches, mentre sua figlia raggiunse il marito a Berlino nell'autunno del 1799, dove Sieyès, nominato ambasciatore di Francia, aveva scelto di nominarlo incaricato d'affari. Nel frattempo la sua principale preoccupazione era l'opera che avrebbe pubblicato l'anno successivo, i cui frammenti circolavano da tempo tra i suoi amici. Alla fine del 1800 iniziò la stampa e inviò le bozze a sua figlia, il cui marito era stato nominato commissario per lo scambio di prigionieri a Londra. Poiché le sue Lettere di un contadino erano state accolte molto favorevolmente in Inghilterra, aveva qualche ragione di credere che il suo nome non fosse del tutto dimenticato dal pubblico e che un editore sarebbe stato disposto a pubblicare una traduzione del suo nuovo libro. Sua figlia e suo marito inviarono le bozze a diversi librai e, nonostante alcune trattative, l'affare non fu concluso e il libro fu pubblicato a Parigi all'inizio del 1801. Nonostante sia stato scritto e lavorato con maggiore cura e includa delle note, la popolarità di quest'opera è ben lontana dall'aver eguagliato quella del suo primo libro. La curiosità e l'entusiasmo suscitati dagli Stati Uniti erano infatt un po' scemati. L'opera fu presentata al console Bonaparte e all'Institut de France e, a parte una recensione entusiasta di Trouvé nel Moniteur universel e un articolo ben accogliente di Andrieux nella Décade, il successo di Voyage en Pensylvanie fu in gran parte di stima.
Nel 1800 fu incluso nella riorganizzazione della Società Agricola di Caen, di cui era uno dei membri più anziani. Il 9 giugno 1801 divenne membro della Società di agricoltura, scienze ed arti di Meaux. Il 13 luglio 1806 perse suo figlio Ally, che aveva appena trentaquattro anni. Questa perdita lo spinse a rompere le sue abitudini pacifiche accettando, nel settembre 1806, l'invito del genero e della figlia a raggiungerli a Monaco, dove il genero era Ministro plenipotenziario.
Il 12 aprile 1809, la guerra tra Austria e Baviera lo costrinse a lasciare Monaco. In agosto si stabilì a Sarcelles, in una casa che il genero aveva appena acquistato, in compagnia della nuora e della nipote. Dopo un soggiorno in Normandia e un viaggio a Parigi, tornò a Sarcelles in autunno, dove soccombette ad una malattia cardiaca che aveva già contratto più di trent'anni prima nelle prigioni di New York.

## Opere
- Aux habitants de la Normandie ; Traité de la culture des pommes de terre et de différents usages qu’en font les habitants des États-Unis d’Amérique, par un Normand qui a résidé longtemps et parcouru les différentes provinces de ce continent, Caen, Leroy, 1782, brochure in-12 di 72 p.
- Lettres d’un cultivateur américain, écrites à W. S. [William Seton], écuyer, depuis l’année 1770 jusqu’à 1781, traduites de l’anglais par *** [écrit et traduit par Saint-John de Crèvecoeur, avec des Lettres servant d’introduction, par Lacretelle], Parigi, Cruchet, 1784 et 1785, 2 vol. in-8° ; Parigi, Cruchet, 1787, 3 vol. in-8° ; 1re éd. anglaise (Letters from an American farmer describing certain provincial situations, manners and customs not generally known and conveying some idea of the late and present interior circumstances of the British colonies in North America), Londra, T. Davies, 1782, in-8°, 11-318 p., et 1783, 326 p. ; tradotto in tedesco (Sittliche Schilderungen von Amerika in Briefen eines amerikanischen Guthsbesitzers an einen Freund in England), Liegnitz und Leipzig : bey D. Siegert, 1784, in-8°, x-462 p.
- (FR) Lettres d’un cultivateur américain, Cuchet, 1784, OCLC 491140406. ; vol. 1 su Gallica ; vol. 2 su Gallica.
- (FR) Lettres d’un cultivateur américain adressées à Wm S...on, Esqr, depuis l’année 1770 jusqu’en 1786, Cuchet, 1787,  p. 592, OCLC 716439187.
- (FR) Voyage dans la Haute Pensylvanie et dans l’État de New-York, traduzione di et publié par l’auteur des "Lettres d’un cultivateur américain" [Saint-John de Crèvecoeur], Maradan, 1801, OCLC 465791662. ; vol. 1 su Gallica ; vol. 2 su Gallica ; vol. 3 su Gallica.